# Un ballo in maschera
Un bal masqué
Pour les articles homonymes, voir Un ballo in maschera (homonymie) et Le Bal masqué.
Versions successives
- Una vendetta in domino : action située à Stettin (refusé par la censure bourbonienne)
- Adeglia degli Adimari : livret dénaturé par l'impresario du San Carlo (refusé par Verdi)
- Un ballo in maschera : action transposée à Boston (contournement de la censure papale)
- Un ballo in maschera : action transposée à Naples (création parisienne)
- Un ballo in maschera : retour de l'action à Stockholm (à partir des années 1950)

Représentations notables
- 11 février 1861 : Académie de musique (en), New York
- 15 juin 1861 : Lyceum Theatre, Londres
- 1958 : Opéra royal de Stockholm (version de Stockholm)

Personnages
- Riccardo, comte de Warwick (ténor)
- Amelia (soprano)
- Renato, secrétaire du gouverneur, mari d'Amelia (baryton)
- Ulrica, devineresse (contralto)
- Oscar, page (soprano)
- Samuele, ennemi du comte (basse)
- Tom, ennemi du comte (basse)

Airs
- « La rivedrà nell'estasi » - Riccardo (I, 1)
- « Alla vita che t'arride » - Renato (I, 1)
- « Volta la terrea » - Oscar (I, 1)
- « Re dell'abisso, affrettati » - Ulrica (I, 2)
- « Di' tu se fedele » - Riccardo (I, 2)
- « Ma dall'arido stelo divulsa » - Amelia (acte II)
- « Morrò, ma prima in grazia » - Amelia (III, 1)
- « Eri tu che macchiavi quell'anima » - Renato (III, 1)
- « Ma se m'è forza perderti » - Riccardo (III, 2)

Un ballo in maschera (Un bal masqué en français) est un opéra en trois actes de Giuseppe Verdi sur un livret d'Antonio Somma créé au Teatro Apollo de Rome le 17 février 1859.

## Genèse
Le livret s'inspire des événements qui ont accompagné l'assassinat du roi Gustave III de Suède au cours d'un bal masqué à l'opéra royal de Stockholm en 1792. Avant Verdi, le drame avait déjà inspiré Daniel-François-Esprit Auber, dont l'opéra Gustave III ou le Bal masqué sur un livret d'Eugène Scribe fut donné avec succès à Paris le 27 février 1833. Le librettiste de Verdi, Antonio Somma, s'est inspiré de l'œuvre de Scribe.
Le livret a d'abord été refusé par trois censeurs de la ville de Naples en 1859 : on n'assassine pas un roi sur scène ! Surtout peu de temps après que trois Italiens ont essayé d'assassiner à Paris l'empereur Napoléon III, qui était pourtant un allié ardent du Risorgimento.
Verdi dut s'y reprendre à plusieurs fois... L'action fut d'abord transposée à Stettin, et le roi de Suède devint simple duc de Poméranie. Mais cela ne fut pas suffisant aux yeux des censeurs : pourquoi tuerait-on un duc sur scène ?
Et c'est ainsi que naquit la version autorisée actuelle. L'action se déroule désormais à Boston. Les États-Unis étant une démocratie, on ne saurait leur reprocher de tuer qui ils veulent... Et le roi de Suède, devenu entre-temps duc de Poméranie, n'est plus désormais que le gouverneur de la ville. De là à compter sa mort pour quantité négligeable...

## Argument

### Acte I

#### Premier tableau
Dans le palais du gouverneur à Boston.
Les courtisans, partagés entre amis et ennemis (parmi lesquels Tom et Samuel), attendent l'arrivée du gouverneur, le comte Riccardo di Warwick. Celui-ci arrive et son page, Oscar, lui remet la liste des invités au bal masqué prévu pour le lendemain. Au nombre des invités, figure Amelia, qu'il aime en secret, mais qui est la femme de son conseiller et ami Renato.
Celui-ci se présente. Il croit deviner la cause du trouble visible de son maître : un complot qui se trame contre sa vie. Mais Riccardo veut ignorer ce complot ainsi que ses protagonistes ; en vain Renato l'adjure de ne pas prendre la chose à la légère.
Arrive le chef de la police de Boston, qui demande l'exil de la sorcière noire Ulrica. Le page Oscar plaide la cause de celle-ci, de sorte que le gouverneur décide d'aller se rendre compte sur place de l'activité de la suspecte. Il convie les personnes présentes, dont Samuel et Tom, à l'accompagner sous un déguisement.

#### Second tableau
Dans l'antre de la sorcière Ulrica.
Devant l'assistance, Ulrica invoque Lucifer. Puis, à Silvano, un marin, elle prédit « de l'or et un grade ». Discrètement, Riccardo réalise la prédiction.
Tandis que chacun admire la clairvoyance de la pythonisse, un domestique vient lui annoncer la visite d'Amélia. Ulrica demande à tous de se retirer, mais Riccardo demeure et se tient caché. Amelia entre et demande à la magicienne un breuvage capable d'effacer de son cœur un amour sans espoir. Ulrica connaît le remède : une herbe rare qui ne pousse qu'au pied du gibet. Riccardo se promet de l'accompagner dans cette périlleuse expédition.
Amelia disparaît, remplacée par le page, Tom et Samuel. Riccardo, toujours incognito, tend sa main à la sorcière qui recule épouvantée : elle lui annonce qu'il mourra bientôt, par la main d'un ami, celui-ci étant le premier homme qui lui serrera la main. Afin de montrer que ce genre de prophétie ne l'impressionne guère, Riccardo fait le tour de l'assistance afin de serrer la main de l'un des courtisans ; mais ceux-ci se dérobent, de sorte que la première main qu'il serre est celle de Renato qui, venant d'entrer, ignore tout de la prédiction. Cette coïncidence achève de rassurer Riccardo : il se moque d'Ulrica tout en l'assurant de sa protection et, dans la joie générale, n'écoute pas les sinistres avertissements de la sorcière.

### Acte II
Sur la lande, en pleine nuit.
Amelia, voilée, cherche la plante magique au pied du gibet. À minuit paraît Riccardo qui, malgré les protestations de la jeune femme, lui déclare son amour.
Leur duo passionné est interrompu par Renato, qui ne reconnaît pas son épouse : il annonce à son maître l'arrivée imminente des conjurés qui veulent l'occire. Le comte se décide à prendre le large, à condition que Renato raccompagne la dame sans chercher à savoir qui elle est.
Restés seuls, Renato et Amélia sont bientôt entourés par les ennemis du comte, fort déçus de trouver le secrétaire au lieu du gouverneur. Voulant au moins savoir qui l'accompagne, Tom s'avance, mais Renato s'interpose, et Amelia perd malencontreusement son voile dans la bousculade.
Pour les conjurés, le drame tourne à la farce, tandis que Renato se croit trompé par son maître et qu'Amélia souffre d'être victime des apparences.

### Acte III

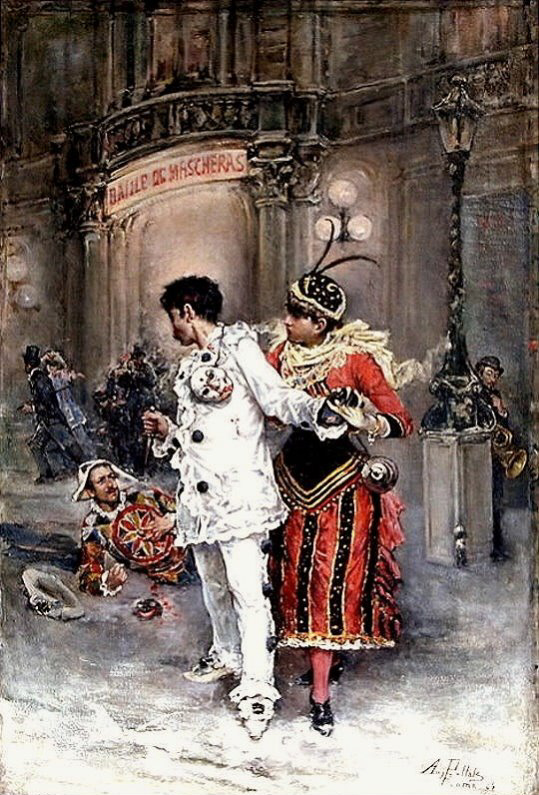
La mort de Gustavo, acte 3, scène 2, par August Pollak.

#### Premier tableau
Dans la bibliothèque de Renato.
Renato fait comparaître Amelia et lui annonce le châtiment qui l'attend : la mort. Elle reconnaît son amour pour Riccardo, mais jure qu'elle n'a jamais cédé à ce dernier. Renato, inflexible, ne lui accorde que la grâce de revoir son fils pour la dernière fois.
Resté seul, il se prend toutefois de pitié pour sa femme et décide de l'épargner : Riccardo est le seul coupable, et c'est lui qui mourra.
Arrivent Samuel et Tom, d'abord méfiants. Mais devant eux, Renato brûle les rapports de police qui les dénoncent, et ils l'acceptent comme complice. Ils discutent alors sur le point de savoir qui frappera le comte, chacun revendiquant cet honneur. On décide finalement de tirer au sort le nom de l'exécuteur et Renato ordonne à sa femme de choisir un billet dans l'urne : c'est le nom de Renato qui sort !
Oscar vient remettre à Renato l'invitation officielle, pour lui et Amelia, au bal qui se déroulera dans la soirée.
Comme ils seront masqués, les trois conjurés conviennent d'un mot de reconnaissance : « Mort ! »

#### Deuxième tableau
Le palais du gouverneur.
Riccardo rédige un ordre aux termes duquel Renato et sa femme doivent regagner immédiatement l'Angleterre. Lui-même ne paraîtra pas au bal, de sorte qu'il ne reverra plus Amelia.
Mais Oscar lui apporte une lettre anonyme (écrite en fait par Amelia) l'avertissant du danger qu'il court. Il se persuade alors que son absence serait une lâcheté, et oublie ses bonnes résolutions.

#### Troisième tableau

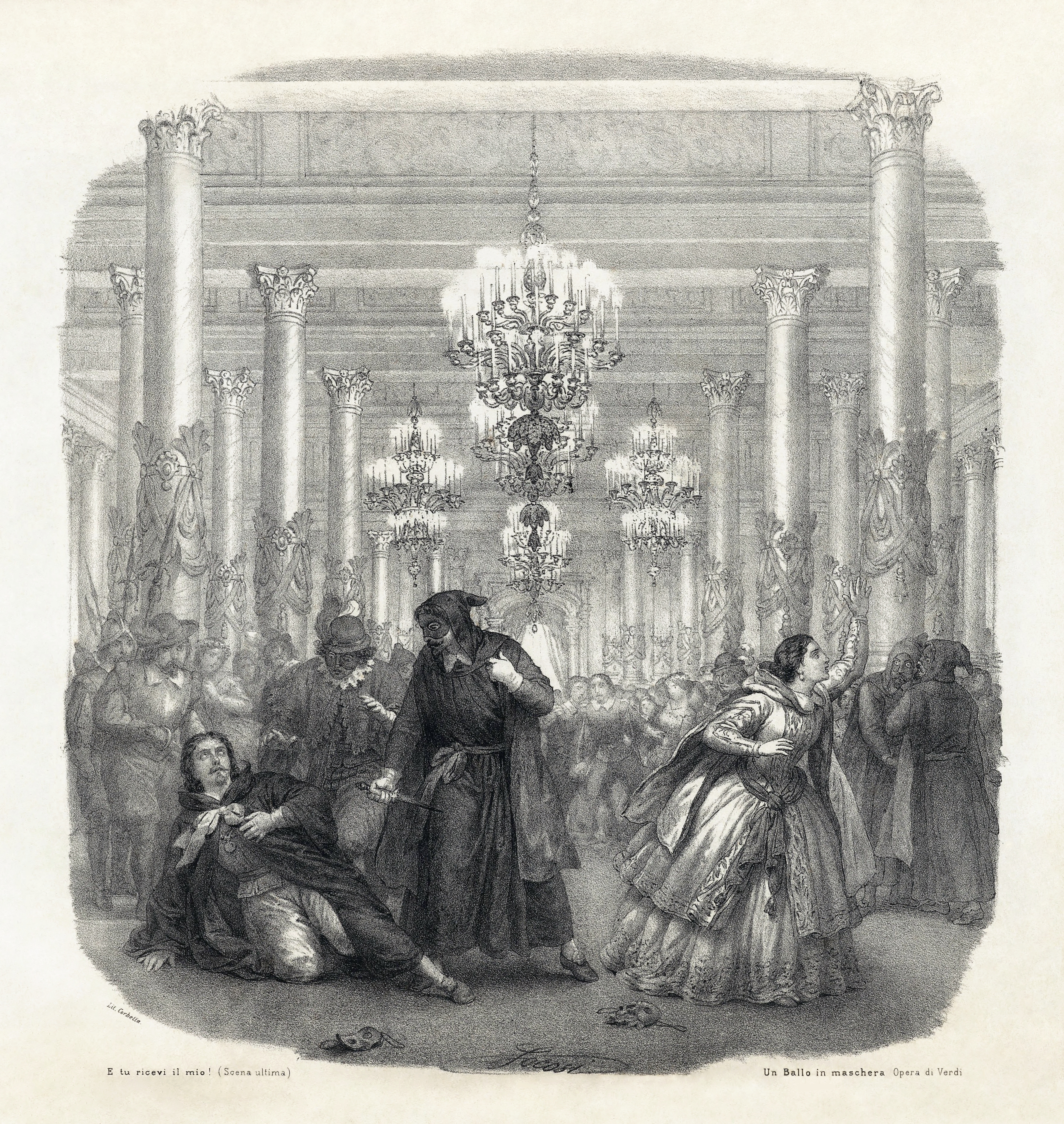
La salle de bal.
La fête bat son plein. Les trois conjurés se demandant si le comte viendra ou non, Oscar les rassure sur ce point et précise que le gouverneur porte une cape noire avec un ruban rose.
Arrive Riccardo, suivi d'Amelia qui le supplie de partir. Le comte refuse : il tient à cette rencontre qui sera la dernière. Tous deux clament imprudemment leur amour et vont s'étreindre, quand Renato se jette sur son maître et le frappe d'un coup de poignard.
Les participants se précipitent sur lui, le désarment, lui arrachent son masque et s'apprêtent à lui faire un mauvais parti, mais le comte les arrête.
Rassemblant ses dernières forces, il assure Renato de la pureté de ses relations avec Amelia, et lui en donne pour preuve les dispositions qu'il avait prises par écrit avant de se rendre au bal. Ayant pardonné à son meurtrier et à tous ses ennemis, il expire sous les yeux de la foule consternée.

## Distribution de la création
Note : Les noms utilisés lors de la création sont en premier, ceux avant la censure entre parenthèses.
| Rôle | Typologie vocale              | Teatro Apollo de Rome, 17 février 1859 |
| --- | ----------------------------- | -------------------------------------- |
| Riccardo, comte de Warwick (Gustave III, roi de Suède) | ténor lyrique                 | Gaetano Fraschini                      |
| Amelia, épouse de Renato | soprano                       | Eugenia Julienne-Déjean                |
| Renato, créole, secrétaire du gouverneur, mari d'Amelia (comte Anckarström, secrétaire du roi) | bartyon                       | Leone Giraldoni                        |
| Ulrica, devineresse noire (Mam'zelle Arvedson) | contralto                     | Zelinda Sbriscia                       |
| Oscar, page | soprano coloratura (travesti) | Pamela Scotti                          |
| Samuele, ennemi du comte (comte Ribbing) | basse                         | Cesare Bossi                           |
| Tom, ennemi du comte (comte Horn) | basse                         | Giovanni Bernardoni                    |
| Silvano, marin | baryton-basse                 |                                        |
| Un juge (Armfeld, ministre de la Justice) | ténor                         | Giuseppe Bazzoli                       |
| Un serviteur d'Amelia | ténor                         | Luigi Fossi                            |
| Députés, officiers, marins, gardes, peuple, gentilshommes, affidés de Samuel et Tom, serviteurs, masques, couples de danseurs (chœur) |                               |                                        |
| Chœur et orchestre du Teatro Apollo sous la direction d'Emilio Angelini (premier violon) Maestro al cembalo : Giuseppe Verdi puis Tullio Ramacciotti Chef de chœur : Pietro Dolfi Directeur de scène : Giuseppe Cencetti Décors : Luigi Bazzani, Giovanni Battista Biseo, Giuseppe Ceccato, Valentino Solmi Costumes : Filippo Peroni |                               |                                        |

## Réception

### Le public
L'opéra rencontre « un franc succès ».

### Discographie partielle
- Jan Peerce (Riccardo), Zinka Milanov (Amelia), Leonard Warren (Renato), Kerstin Thorborg (Ulrica), Frances Greer (Oscar), chœurs et orchestre du Metropolitan Opera, Bruno Walter (dir.) -15 janvier 1944 (live)
- Giuseppe Di Stefano (Riccardo), Maria Callas (Amelia), Tito Gobbi (Renato), Fedora Barbieri (Ulrica), Eugenia Ratti (Oscar), chœurs et orchestre de la Scala, Antonino Votto (dir.) - septembre 1956
- Carlo Bergonzi (Riccardo), Leontyne Price (Amelia), Robert Merrill (Renato), Shirley Verrett (Ulrica), Reri Grist (Oscar), chœurs et orchestre de la RCA italienne, Erich Leinsdorf (dir.) - RCA Victor, juin 1966
- José Carreras (Riccardo), Montserrat Caballé (Amelia), Ingvar Wixell (Renato), Sona Ghazarian (Ulrica), Gwynne Howell (Oscar), chœurs et orchestre du Royal Opera House, Colin Davis (dir.) - Philips Classics, 1979
- Plácido Domingo (Riccardo), Katia Ricciarelli (Amelia), Renato Bruson (Renato), Elena Obraztsova (Ulrica), Edita Gruberova (Oscar), chœurs et orchestre de la Scala, Claudio Abbado (dir.) - Deutsche Grammophon, 1980
- Luciano Pavarotti (Riccardo), Margaret Price (Amelia), Renato Bruson (Renato), Christa Ludwig (Ulrica), Kathleen Battle (Oscar), London Opera Chorus, National Philharmonic Orchestra, Georg Solti (dir.) - Decca, 1982
- Plácido Domingo (Riccardo), Josephine Barstow (Amelia), Leo Nucci (Renato), Florence Quivar (Ulrica), Sumi Jo (Oscar), Orchestre symphonique de Vienne, Herbert von Karajan (dir.) - Deutsche Grammophon, 1989.
- Piotr Beczala (Riccardo), Anja Harteros (Amelia), Georges Petean (Renato), Okka Von Der Damerau (Ulrica), Sofi Fomina (Oscar), Orchestre de l'opéra de Munich, Zubin Metha(dir.), Johannes Erath (Mise en scène) - Enregistré au Staatsoper - C Major- 2016 - DVD et Blue Ray.

### Sources et bibliographie
- Istituto nazionale di studi verdiani
- Patrick Favre-Tissot-Bonvoisin, Giuseppe Verdi, Bleu nuit éditeur, Paris, 2013  (ISBN 978-2-35884-022-4)
- « Un bal masqué », Éditions Premières Loges, coll. L'Avant-scène opéra, Paris, 2007, 128 p.  (ISBN 978-2-84385-236-7)
- Gilles de Van, « Un ballo in maschera » dans Guide des opéras de Verdi, Jean Cabourg, directeur de la publication, Fayard, coll. Les Indispensables de la musique, Paris, 1990, pp. 755–826  (ISBN 2-213-02409-X)
- Michel Orcel, Verdi : la vie, le mélodrame, Grasset, paris, 2001, pp. 215–226.
- Gustav Kobbé  (rév. George Lascelles), « Un ballo in maschera » dans Tout l'opéra, de Monteverdi à nos jours, Robert Laffont, coll. Bouquins, 1993, pp. 407–411  (ISBN 2-221-07131-X)
- Piotr Kaminski, « Un ballo in maschera » dans Mille et un opéras, Fayard, coll. Les Indispensables de la musique, Paris, 2004, pp. 1613–1616  (ISBN 978-2-213-60017-8)